# 涼風
《涼風》（日语：涼風）是日本漫畫家瀨尾公治以「高校青春純愛故事」為主題的日本漫畫作品。內容描述男主角秋月大和獨自來東京求學，居住在女生宿舍中並與女主角朝比奈涼風戀愛的故事。作品被分為兩部份：第0話至第120話為第一部，第121話至第166話為第二部。

## 發行
《涼風》於講談社漫畫雜誌《週刊少年Magazine》2003年第51號刊載第0話後，從2004年第12號自第1話開始連載，至2007年第42號刊出第166話為止；單行本從2004年5月17日開始發行，至2007年10月17日出版第十八集為止。台灣及香港中文版由東立出版社發行，並未於已取得《週刊少年Magazine》內容授權的《新少年快報》和《新少年週刊》連載，僅發行單行本；單行本從2005年6月5日開始上市，至2007年12月19日出版到第18集為止。

## 設計
故事的舞台設定在東京都板橋區成增，瀨尾公治在該地居住過八年。東武鐵道東上本線成增站南出口是故事中的地標之一，也是男女主角交往時每天放學後相約一起回家的地點。

## 故事簡介
“我想，一定是在那一瞬間，我就喜歡上她了……”15歲的秋月大和懷抱著「只要來到東京，只要上高中，就會有所改變！」的想法，獨自從故鄉廣島縣來到東京讀高中，寄宿在阿姨開設的女子錢湯兼出租宿舍「旭湯」。開學的前一週，大和在學校裡看到努力練習跳高的朝比奈涼風，對她一見鍾情；更讓大和感到意外的是，涼風竟然就住在他的宿舍隔壁間。原本看似一無是處的大和，在開學後的五十公尺短跑測驗跑出驚人成績，受到田徑社的青睞；大和原先毫無興趣，但在對涼風告白被拒絕後，改變心意入社成為短跑選手，藉此拉近兩人之間的距離，並希望以自己的比賽成果爭取涼風的認同。

## 登場人物

### 主角
秋月大和（Yamato Akitsuki）
配音：日→中村太亮；台→賀宇傑
15歲的高一新生，與涼風結婚時18歲，個性草率隨便，做事不經考慮。從故鄉廣島縣來到東京求學，所就讀的私立青羽高中是一所田徑名校。看到朝比奈涼風跳高後對她一見鍾情。從未受過體育訓練，但入學後以自己腳程飛快的本領與欲接近涼風的心意成為田徑社短跑選手，為追求涼風而努力鍛鍊。曾一度改變主意與櫻井萌果交往，但僅一個月即回歸初衷，在涼風回國後再度表白心意。因為遲鈍又不懂女孩子的心，常常與涼風吵架，所以波折不斷。最終與涼風奉子成婚。與涼風生下一女風夏，即為瀨尾公治新作《風夏》的女主角。
由《風夏》番外篇可知，後來拿下世界田徑賽男子100m銀牌，並與勁敵艾瑪路森·有馬一同參加接力賽。
曾經喜歡過大和的人：朝比奈涼風、櫻井萌果、羽柴美紀（知道大和喜歡涼風後自動退讓）、天見結衣、淺井咲希、藤川美穗（愛慕）。
姓名來自舊日本海軍秋月型驅逐艦一號艦秋月與大和型戰艦一號艦大和。
作者與大和的共通點：同為廣島縣出身，同是日本職棒廣島東洋鯉魚隊球迷，也同樣喜愛在成增的稻荷神社前吃可樂餅。
身高176cm，體重60kg，血型O型，生日7月30日(獅子座)
朝比奈涼風（Suzuka Asahina）
CV：日→三橋加奈子；台→許雲雲
15歲的高一新生，與大和結婚時18歲，來自橫濱，國中時期便是跳高選手，並以此被保送至青羽高中就讀，住在大和宿舍的隔壁間。蠻橫嬌羞型的角色，有些好強、任性、男孩子氣，是個完美主義者，討厭大和做事草率的個性，加上本身不擅表達，經常以冷淡的態度對待大和；但基本上把大和當做好朋友，常找他一起去購物。曾經遭遇心儀對象意外喪生的打擊而對愛情卻步，被大和追求時相當彷徨；最終接受大和追求，並與他奉子成婚。不擅長做菜，曾以微波爐做出蛋結塊的蛋酒與會爆炸的水煮蛋給大和吃。不時會帶著女兒風夏出現在《小鎮有你》中。名字來自舊日本海軍白露型驅逐艦涼風。
身高164cm，三圍B80‧W58‧H83，血型B型，生日6月1日(雙子座)

### 配角
櫻井萌果（Honoka Sakurai）
CV：日→細野佑美子；台→林美秀
高中一年級，旭湯附近的神社「出世稻荷」開設者的女兒，與大和等人一同就讀青羽高中。十歲時曾把神社裡的鈴噹弄壞，正好大和前往參拜，幫忙修好鈴噹，因此喜歡上大和。為了接近大和，進入田徑社擔任經理，後來短暫交往了一個月，因為大和無法忘懷涼風而分手。之後經由藝人朋友白川奈奈的介紹成為平面模特兒。大和每次來到綾乃阿姨家都會去神社前吃附近便利商店賣的可樂餅，因此在大和來東京讀書前萌果就見過他好幾次。
身高155cm，三圍B81‧W59‧H84，血型A型，生日9月16日(處女座)
服部安信（Yasunobu Hattori）
CV：日→大山鎬則；台→李世揚
高中一年級，住在旭湯附近，大和五歲到東京玩時認識的朋友，是個好色的傢伙，與大和進入同一所高中。觀察力很敏銳，對兩性關係頗有心得，是大和在情感上有煩惱時的談話對象，對大和與涼風的交往給了很多建議，可說是大和的愛情顧問。基本上算是個益友，但也偶爾做出害到大和的事。在學校常與美紀為了無聊的事而爭論不休，如同一對歡喜冤家。名字取自瀨尾公治現實中的好友「安信」。在風夏外傳中與美紀結婚○
身高175cm，體重62kg，血型O型，生日12月16日(射手座)
服部安信這個角色是作者參考認識19年之久的朋友「安信」創造出來的，「安信」也不時出現於單行本附錄作者描繪自己日常生活的四格漫畫之中。
羽柴美紀（Miki Hashiba）
CV：日→細川聖可；台→傅其慧
高中一年級，田徑社短跑選手，與涼風是好朋友。原先喜歡大和，但知道大和喜歡涼風後立即退讓，且對大和相當關照，當大和與涼風相處出現障礙時會主動幫忙化解，可說是大和的紅粉知己，常常和安信吵架，似乎有點打情罵俏的感覺。姓氏取自戰國武將羽柴秀吉。在風夏外傳中與服部結婚○
身高167cm，三圍B88‧W58‧H85，血型O型，生日12月31日(魔羯座)
藤川綾乃（Ayano Fujikawa）
CV：日→甲斐田雪；台→傅其慧
32歲，大和的姨媽，女子澡堂兼出租宿舍「旭湯」的老闆。丈夫早逝，與美穗兩人相依為命。
身高161cm，體重49kg，三圍B88‧W58‧H90，血型O型，生日2月11日(水瓶座)
藤川美穗（Miho Fujikawa）
CV：日→明坂聰美；台→林美秀
中學二年級，大和的表妹，很愛慕大和，甚至希望長大後與大和結婚。第二部開始進入青羽高中就讀並擔任田徑社經理。
身高148cm，血型B型，生日3月21日(牡羊座)
早乙女優花（Yuka Saotome）
CV：日→鈴木真仁；台→傅其慧
20歲，讀醫科的女大學生，旭湯的住戶之一。是個拜金女，看到男人就想撈一票。很愛捉弄大和，常帶著惠美跑進大和房間喝酒胡鬧，但也會在大和煩惱時鼓勵他，是大和加入田徑社的間接推手，喜歡佐佐岡浩志，並告白了13次，全部被拒絕，且被看成小孩，不過在佐佐剛告知他要結婚後就放棄了。初登場時是金髮黑皮膚的時髦造型，後來在過年回老家前改變為高中時期黑髮白皮膚且戴眼鏡的樸素模樣。
身高158cm，體重44kg，三圍B80‧W57‧H84，血型B型，生日10月10日(天秤座)
松本惠美（Megumi Matsumoto）
CV：日→三浦初美；台→許雲雲（第一集）、林美秀（第二集以後）
20歲，讀醫科的女大學生，旭湯的住戶之一，與優花是朋友、同學。因擁有巨乳身材而煩惱。平時一本正經，但喝醉了就會發酒瘋。姓名可能來自日本職棒廣島東洋鯉魚選手松本高明或松本奉文。
身高162cm，體重47kg，三圍B91‧W59‧H87，血型AB型，生日5月14日(金牛座)
五郎
CV：日→石橋美佳
綾乃與美穗飼養的貓，在番外篇裡成為內衣小偷，且把偷來的內衣藏在大和房間裡，戲份很多。

### 田徑社
宮本總一（Soichi Miyamoto）
CV：日→前田剛；台→李世揚）
高中二年級，短跑選手，出面邀請大和入社的人。中學時即與涼風同校。高二下學期成為隊長，高三暑假引退後指定大和為接班人。姓氏來自宮本武藏。
身高178cm，體重65kg，血型A型，生日3月9日(雙魚座)
衣笠鐵人（Tetsuto Kinugasa）
CV：日→川原慶久
高中三年級，鉛球選手，體格相當壯碩，大和入社時的隊長，對大和的期望相當高，也因此對他特別嚴厲，畢業後還不時回來監督，要是不服就用手臂勒住大和的脖子，讓大和相當懼怕。引退後將隊長職務交棒給宮本。姓名來自日本職棒廣島東洋鯉魚選手，有「鐵人」之稱的衣笠祥雄。
身高187cm，體重97kg，血型B型，生日5月10日(金牛座)
小早川健二（Kenji Kobayakawa）
CV：日→內藤玲
高中一年級，以短跑成績保送入學的選手，喜歡櫻井萌果，在櫻井跟大和分手後欲追求櫻井。在開學後的五十公尺測驗裡輸給大和，相當不服氣。被作者設定為偶爾出糗的搞笑角色。姓名來自日本職棒廣島東洋鯉魚選手小早川毅彥。

### 其他角色
津田和輝（Kazuki Tsuda）
CV：日→宮野真守
涼風讀中學時的學長，具有成為短跑全國冠軍的實力，綽號「火箭之星」。喜歡涼風，於三年級最後一次參加全國大賽前向涼風告白，並說「等我拿了全國冠軍再回答我」；沒想到隔天就在前往賽場的路上出車禍死亡，造成涼風心中對愛情留下陰影。涼風只要放假有空就會去墓前祭拜。外型、個性與短跑才能皆與大和極為相似，也是涼風被大和追求時猶豫不決的原因之一。得年15歲。姓名來自日本職棒廣島東洋鯉魚選手津田恒實。
身高175cm，體重64kg，血型B型，生日9月29日(天秤座)
艾瑪路森·有馬（Arima Emerson）
CV：日→平野貴裕
東都大附中二年級，在津田和輝過世後成為最強的中學短跑選手。在東京都大會預賽裡聽到涼風批評他比不上和輝而動怒欺侮，大和挺身護花並下戰帖，從此結下樑子，之後加入東都大。
由「風夏」番外篇可知後來拿下世界田徑賽男子100m銅牌,並與大和一同參加接力賽
身高180cm，體重72kg，血型A型，生日7月7日(巨蟹座)
白川奈奈（Nana Shirakawa）
CV：日→北浦實千枝
高中一年級，當紅的偶像歌手，與萌果是中學同學，並經由萌果的介紹認識大和等人，並給予大和對感情的建議。後來介紹萌果進入演藝圈。
身高164cm，血型AB型，生日9月1日(處女座)
朝比奈涼音（Suzune Asahina）
CV：日→
涼風的姊姊，與涼風擁有相同的藍色頭髮。很關心妹妹，對於大和幫助涼風走出陰霾感到高興。
佐佐岡浩志
體育用品公司「Adirex」的業務員，來到學校與涼風洽談公司贊助赴美留學的事務。他也是早乙女優花的青梅竹馬、大她兩屆的學長、心儀的對象。優花曾對他告白數次，但他一直把優花當妹妹看待，不當作一回事。姓名來自日本職棒廣島東洋鯉魚選手佐佐岡真司。
日下部剛
美穗的中學同學，暗戀美穗。每當情人節到來便十分渴望收到美穗送的情人巧克力，但美穗的巧克力往往是送給大和而視大和為情敵，與大和和津田一樣用"火箭起跑"。第二部開始升上青羽高中，也加入田徑社。
天見結衣
大和被安信騙去參加聯誼時認識的女孩，為人熱情主動，性格樂觀，在第一次遇見大和時便相當積極主動，並造成大和與涼風因慶祝聖誕節事情上的誤會而吵架。大和要打工存錢買電腦時，結衣主動找涼風懇談，讓涼風同意大和在結衣家開的咖啡廳工作。涼風對大和提出分手並赴美後，看到大和落魄的樣子，結衣向大和告白並獻身，卻被嚴拒，此後在最後男女主角結婚前才出現祝賀，有人說他不是那種會糾纏男人的女孩。她也是繼萌果之後對大和與涼風間的感情有重大影響的角色。其母親早逝，與年老的父親相依為命。喜歡做菜，但不管做什麼菜都要加昆布(海帶)，而十分難吃。立志未來要把父親的咖啡廳業務延續下去。
身高162cm，血型AB型，生日10月24日(天蠍座)
淺井咲希
大和廣島老家的鄰居、青梅竹馬、曾經追求的對象。登場於第二部、涼風初歸國之時，計畫半年後要在東京讀大學，於是先來參觀一星期並住在旭湯，幫助大和確定了如何重新面對涼風。偷偷喜歡著大和。姓名來自日本職棒廣島東洋鯉魚選手淺井樹。
報社大姐
大和等人不時遇到的一位打工女子，先後以報紙推銷員、有線電視推銷員、路邊賣飾品的攤販、遊樂園裡的招待人員等身份各出場一次。每次出現都對大和有所幫助，例如第一次登場時送了遊樂園的票券給大和與涼風，讓兩人得以於週末一同出遊。
牧可
涼風姊姊涼音的寵物，是一隻白色的小狗。每當涼音在家門外遇見大和，便認為大和是死纏涼風的跟蹤狂而指示牧可攻擊，咬得大和頭破血流。在番外篇「涼風A夢」系列中變成了可怕的鬥牛犬，襲擊對象依然是大和。
秋月風夏
大和和涼風所生的女孩，外表酷似涼風，但大和堅持說她的眼神似自己，續篇風夏的女主角。
秋月春風
在續篇″風夏″中出場的大和和涼風的二女兒，漫畫中風夏跟男主角聊天時說過經常跟妹妹吵架。

## 出版書籍
單行本
| 卷數 | 講談社         | 講談社                                                  | 東立出版社     | 東立出版社             |
| 卷數 | 發售日期       | ISBN                                                    | 發售日期       | ISBN                   |
| ---- | -------------- | ------------------------------------------------------- | -------------- | ---------------------- |
| 1    | 2004年5月15日  | ISBN 978-4-06-363376-4                                  | 2005年6月8日   | ISBN 986-11-6287-9     |
| 2    | 2004年7月14日  | ISBN 978-4-06-363408-2                                  | 2005年6月8日   | ISBN 986-11-6288-7     |
| 3    | 2004年9月16日  | ISBN 978-4-06-363429-7                                  | 2005年7月14日  | ISBN 986-11-6289-5     |
| 4    | 2004年11月16日 | ISBN 978-4-06-363456-3                                  | 2005年7月26日  | ISBN 986-11-6290-9     |
| 5    | 2005年2月16日  | ISBN 978-4-06-363489-1                                  | 2005年10月28日 | ISBN 986-11-6291-7     |
| 6    | 2005年5月15日  | ISBN 978-4-06-363532-4                                  | 2005年12月7日  | ISBN 986-11-7109-6     |
| 7    | 2005年7月14日  | ISBN 978-4-06-363556-0                                  | 2005年12月16日 | ISBN 986-11-7347-1     |
| 8    | 2005年9月15日  | ISBN 978-4-06-363575-1                                  | 2006年1月21日  | ISBN 986-11-7655-1     |
| 9    | 2005年11月16日 | ISBN 978-4-06-363597-3                                  | 2006年2月15日  | ISBN 986-11-8022-2     |
| 10   | 2006年1月15日  | ISBN 978-4-06-363623-9                                  | 2006年5月30日  | ISBN 986-11-8189-X     |
| 11   | 2006年4月17日  | ISBN 978-4-06-362054-2（限定版） ISBN 978-4-06-363657-4 | 2006年7月3日   | ISBN 986-11-8469-4     |
| 12   | 2006年7月14日  | ISBN 978-4-06-363694-9                                  | 2006年10月3日  | ISBN 986-11-8470-8     |
| 13   | 2006年9月15日  | ISBN 978-4-06-363719-9                                  | 2006年11月29日 | ISBN 986-11-8843-6     |
| 14   | 2006年12月15日 | ISBN 978-4-06-363760-1                                  | 2007年3月7日   | ISBN 978-986-11-8844-7 |
| 15   | 2007年3月16日  | ISBN 978-4-06-363805-9                                  | 2007年7月3日   | ISBN 978-986-11-9788-3 |
| 16   | 2007年5月17日  | ISBN 978-4-06-363830-1                                  | 2007年8月7日   | ISBN 978-986-10-0142-5 |
| 17   | 2007年8月17日  | ISBN 978-4-06-363867-7                                  | 2007年10月31日 | ISBN 978-986-10-0578-2 |
| 18   | 2007年10月17日 | ISBN 978-4-06-363899-8                                  | 2007年12月19日 | ISBN 978-986-10-0837-0 |

文庫版
| 卷數 | 講談社         | 講談社                 |
| 卷數 | 發售日期       | ISBN                   |
| ---- | -------------- | ---------------------- |
| 1    | 2009年4月9日   | ISBN 978-4-06-370644-4 |
| 2    | 2009年5月9日   | ISBN 978-4-06-370652-9 |
| 3    | 2009年6月11日  | ISBN 978-4-06-370659-8 |
| 4    | 2009年7月9日   | ISBN 978-4-06-370663-5 |
| 5    | 2009年8月12日  | ISBN 978-4-06-370666-6 |
| 6    | 2009年9月11日  | ISBN 978-4-06-370670-3 |
| 7    | 2009年10月9日  | ISBN 978-4-06-370677-2 |
| 8    | 2009年11月11日 | ISBN 978-4-06-370688-8 |
| 9    | 2009年12月11日 | ISBN 978-4-06-370700-7 |

### 相關書籍
導讀手冊
- ：2005年9月16日發售、ISBN 978-4-06-372073-0
- ：2007年10月17日發售、ISBN 978-4-06-372368-7

小說
- （藤咲あゆな著）

2007年5月17日發售、ISBN 978-4-06-373302-0

## 電視動畫
改編電視動畫，內容為漫畫版的第0話至第72話，也就是從開頭至男女主角交往為止。由東京電視台負責放送。全26話。
其中五名聲優明坂聰美、細野佑美子、三浦初美、北浦實千枝、mana（林愛）在《校園迷糊大王》舞台劇版亦有演出，該們五人組成了歌唱團體「Coach☆」，《涼風》動畫的片頭曲及片尾曲均由她們演唱。

### 製作人員
- 企劃：森田浩章、片岡義朗
- 製作人：丸山創、宿利剛、吉田實、上田和成
- 動畫製作人：別府幸司
- 導演：福冨博
- 系列構成：時田廣子
- 脚本：時田廣子、山田由香、伊藤美智子
- 人物設定：志田忠志
- 美術監督：河合泰利
- 色彩設計：大槻廣子
- 攝影監督：青木孝司
- 編集：村井秀明、三宅圭貴
- 配音領班：三矢雄二
- 角色分配協力：
- 音響演出：濱野一三
- 音樂：宅見將典
- 動畫製作：STUDIO COMET
- 製作：Marvelous Entertainment
- 著作：瀨尾公治、講談社/Marvelous Entertainment

### 主題曲
- 片頭曲：起跑線（スタートライン）

作詞：TOMBOW　作曲、編曲：宅見將典　演唱：COACH☆
- 片尾曲：

- 藍色運動場（青いフィールド）

作詞：TAPIKO　作曲：POM　編曲：can/goo與時乘浩一郎　演唱：COACH☆
- 你

作詞：TOMBOW　作曲、編曲：宅見將典　演唱：COACH☆

### 各話列表
| 話數   | 日文標題 | 中文標題   | 腳本       | 分鏡       | 演出       | 作畫監督          |
| ------ | -------- | ---------- | ---------- | ---------- | ---------- | ----------------- |
| 第1話  |          | 期待       | 時田廣子   | 福冨博     | 福冨博     | 石田啓一          |
| 第2話  |          | 笑容       | 時田廣子   | 木宮茂     | 木宮茂     | 内原茂            |
| 第3話  |          | 探病       | 山田由香   | 福島一三   | 石原あゆみ | 小山知洋          |
| 第4話  |          | 春嵐       | 伊藤美智子 | 福冨博     | 石踊宏     | 平川亜喜雄        |
| 第5話  |          | 戀愛症候群 | 時田廣子   | 羽原久美子 | 加藤顕     | 柳瀬雄之          |
| 第6話  |          | 告白       | 山田由香   | 又野弘道   | 又野弘道   | 山崎展義          |
| 第7話  |          | 決心       | 伊藤美智子 | 石踊宏     | 三宅雄一郎 | 石田啓一          |
| 第8話  |          | 距離       | 時田廣子   | 福島一三   | 山岡実     | 山口光紀          |
| 第9話  |          | 相片       | 山田由香   | 木宮茂     | 木宮茂     | 内原茂            |
| 第10話 |          | 情敵       | 伊藤美智子 | 福島一三   | 石原あゆみ | 小山知洋          |
| 第11話 |          | 勝負       | 山田由香   | 石踊宏     | 石踊宏     | 平川亜喜雄        |
| 第12話 |          | 誤會       | 時田廣子   | 羽原久美子 | 加藤顕     | 柳瀬雄之          |
| 第13話 |          | 嘴唇       | 山田由香   | 又野弘道   | 又野弘道   | 山崎展義          |
| 第14話 |          | 祝福       | 伊藤美智子 | 三宅雄一郎 | 井草かほる | 石田啓一          |
| 第15話 |          | 螢袋       | 時田廣子   | 福冨博     | 山岡実     | 山口光紀          |
| 第16話 |          | 衝動       | 山田由香   | 木宮茂     | 木宮茂     | 内原茂            |
| 第17話 |          | 男友       | 時田廣子   | 石踊宏     | 石原あゆみ | 小山知洋          |
| 第18話 |          | 禮物       | 伊藤美智子 | 石踊宏     | 石踊宏     | 平川亜喜雄        |
| 第19話 |          | 別離       | 時田廣子   | 福島一三   | 加藤顕     | 柳瀬雄之          |
| 第20話 |          | 加油       | 時田廣子   | 又野弘道   | 又野弘道   | 山崎展義          |
| 第21話 |          | 後悔       | 山田由香   | 石踊宏     | 井草かほる | 石田啓一 森前和也 |
| 第22話 |          | 覺悟       | 伊藤美智子 | 福冨博     | 山岡実     | 阿部正己 一居一平 |
| 第23話 |          | 激勵       | 伊藤美智子 | 木宮茂     | 木宮茂     | 小林一三          |
| 第24話 |          | 失蹤       | 山田由香   | 福島一三   | 石原あゆみ | 小山知洋          |
| 第25話 |          | 喪失       | 時田廣子   | 石踊宏     | 石踊宏     | 平川亜喜雄        |
| 最終話 |          | 涼風       | 時田廣子   | 福冨博     | 又野弘道   | 山崎展義          |

### 播放電視台
| 播放地區       | 播放電視台     | 撥放日期                     | 播放時間             | 備註                                       |
| -------------- | -------------- | ---------------------------- | -------------------- | ------------------------------------------ |
| 關東廣域圈     | 東京電視台     | 2005年7月6日 -12月28日       | 星期三 25:00 - 25:30 | 製作電視台 12月28日改為 27:07 - 27:37 播出 |
| 愛知縣         | 愛知電視台     | 2005年7月6日 -12月28日       | 星期三 25:28 - 25:58 | 12月28日改為 25:35 - 26:05 播出            |
| 大阪府         | 大阪電視台     | 2005年7月6日 -12月28日       | 星期三 25:30 - 26:00 |                                            |
| 福岡縣         | TVQ九州放送    | 2005年7月10日 - 2006年1月4日 | 星期日 26:45 - 27:15 |                                            |
| 北海道         | TV北海道       | 2005年7月11日 - 2006年1月2日 | 星期一 25:30 - 26:00 | 1月2日改為 27:07 - 27:37 播出              |
| 岡山縣、香川縣 | 瀨戶內電視台   | 2005年7月13日 - 12月28日     | 星期三 25:58 - 26:28 | 12月28日連續2話播放                        |
| 廣島縣         | 廣島HOME電視台 | 2005年8月2日 -               | 星期二 26:16 - 26:46 |                                            |

台灣由Animax於2007年11月14日至12月19日每週一至五晚上8點30分播出。

### DVD
日文版：發售商 - Marvelous Entertainment 販售商 - 東映、東映Video
涼風DVD中文版於2006年11月由台灣的曼迪傳播發行

## 外部連結
- 漫畫官方網站（週刊少年Magazine）
- 東京電視台官網 （页面存档备份，存于）
- StarChild官網 （页面存档备份，存于）
- 瀨尾偵探事務所（瀨尾公治官方網站）
- Seo Park（瀨尾公治認可的漫畫迷網站） （页面存档备份，存于）